# Dhuwal
Dhuwal är ett australiskt språk som talades av 294 personer år 2016. Dhuwal talas i Nordterritoriet. Dhuwal tillhör de pama-nyunganska språken.. Språket anses vara hotat.
Dhuwal har inget skriftspråk.

## Fonologi

### Konsonanter
|             | Bilabial | Alveolar | Alveolar | Retroflex | Palatal | Velar  | Glottal |
| ----------- | -------- | -------- | -------- | --------- | ------- | ------ | ------- |
| Norm.       | Bilabial | Laminal  |          | Retroflex | Palatal | Velar  | Glottal |
| Klusil      | p \| b   | t \| d   | t̻ \| d̻   | ʈ \| ɖ    | c \| ɟ  | k \| g | ʔ       |
| Nasal       | m        | n        | n̻        | ɳ         | ɲ       |        |         |
| Lateral     |          | l        |          | ɭ         |         |        |         |
| Tremulant   |          | r        |          | ɻ         |         |        |         |
| Approximant | w        |          |          |           | j       |        |         |

Källa:

### Vokaler
|        | Främre | Bakre |
| ------ | ------ | ----- |
| Sluten | i      | u     |
| Öppen  | a      | a     |

Vokaler kan vara både korta och långa.
Källa: